# Neral (miasto)
Neral – miejscowość i stacja kolejowa na trasie Bombaj-Pune, położona w stanie Maharasztra, w zachodnich Indiach. Miejscowość znana jest głównie jako stacja początkowa linii kolejowej Matheran Hill prowadzącej do Matheran na zboczach Ghatów Zachodnich.